# Aron Wade
Aron Wade [uitspraak: 'aːrɔn 'ʋeːjt] (7 juli 1970 – 23 september 2024) was een Vlaams acteur. Hij verwierf televisiebekendheid als het brave studentje Koen Maertens (Koentje) in de serie De Kotmadam, een rol die hij speelde van 1991 tot en met 1997. Daarnaast was hij van 1998 tot en met 2003 vaste presentator ('wrapper') bij Ketnet en speelde hij Akke Impens in de Belgische jongerensitcom W817. Hij volgde eind jaren 80 de toneelopleiding bij Dora van der Groen, op het Koninklijk Conservatorium Antwerpen.

## Carrière
Na zijn doorbraakrol in De Kotmadam speelde Aron Wade van 1999 tot 2002 en in 2007 de rol van Sven Verschoten in de komische VTM-serie Verschoten & Zoon, als televisiezoon van Jacques Vermeire (René Verschoten) en Martine Jonckheere (Magda Verschoten). Van 1999 tot 2003 had hij de rol van Akke Impens in de bekende Ketnetserie W817. Vanaf het voorjaar van 2009 vertolkte hij de rol van Bruno Moreels, de broer van Kris Moreels, in de Eén-serie Thuis. In 2010 verliet hij de serie.
Met de KNS I.O.N. stond Aron Wade op de planken met Torch Song Trilogy, Equus en Arlecchino, knecht zonder meesters. Hij trad ook aan in de musical The hired man van het Koninklijk Ballet van Vlaanderen.
In 2006 kroop Wade in de huid van Mozart in het theaterstuk Amadeus, waarin Herbert Flack zijn tegenspeler was. Hij speelde ook de hoofdrol als Peter in de musical Peter Pan. Hiervoor werd hij in 2007 genomineerd voor de Vlaamse Musicalprijs voor beste mannelijke hoofdrol. Eind maart 2007 liep Wade tijdens repetities voor een musical een ernstige rugblessure op. Op doktersbevel moest hij lange tijd rusten. In 2007 en 2008 speelde hij met Bert Van Poucke De Kennedys, een mix van theater, cabaret en politieke satire. In 2012 speelde hij mee in Bingo, de derde langspeelfilm van regisseur en producent Rudi Van Den Bossche.
In 2017 maakte Wade zijn debuut als schrijver. Samen met Ria Maes schreef hij de misdaadroman Pan. Enkele maanden later verscheen het boek Eerlijk met mezelf, een boek over zijn depressie, dat hij ook samen met Maes geschreven had. Als Maes & Wade werkten ze verder aan de misdaadromans in de reeks "Tom Beckx", die met Pan was ingezet, en verschenen Meester Dood in 2019, Stad onder vuur in 2020 en In de schaduw van de meester in 2021.
Maes en Wade werden door hun samenwerking aan Eerlijk met mezelf goede vrienden. Maes trok na huwelijksproblemen in bij Wade, zonder dat ze een relatie hadden. Ze woonden circa 8 jaar samen. Enkele weken voor Wades overlijden traden ze toch in het huwelijk.

## Overlijden
Wade overleed op 23 september 2024 door euthanasie, na jarenlange psychische problemen. Hij leed voornamelijk aan zware depressies en jeugdtrauma's.

## Filmografie
- Boys (1991) - als Dana's broer
- Bingo (2013) - als Lode
- W817: 8eraf! (2021) - als Akke Impens

## Televisie
- De Kotmadam (1991-1997) - als Koen Maertens
- Sterke verhalen (1997)
- W817 (1999-2003) - als Akke Impens
- Verschoten & Zoon (1999-2002, 2007) - als Sven Verschoten
- Thuis (2009-2010) - als Bruno Moreels
- Mega Toby in vuur en vlam (2012) - als Pepijn